# Dieter Kreutzkamp
Dieter Kreutzkamp (* 1946 in Hannover) ist ein deutscher Reiseschriftsteller.
Dieter Kreutzkamp absolvierte ein Studium zum Diplom-Verwaltungswirt (FH) und war in der niedersächsischen Landesverwaltung tätig.
Seit den 1970er-Jahren bereiste er zahlreiche Staaten und Gegenden. Er berichtet über seine Reisen in Text und Bild in vielfältigen Publikationen.

## Publikationen (Auswahl)
- Durch West-Kanada und Alaska die schönsten Nordlandrouten mit Auto, Bahn, Boot und zu Fuss, München Frederking und Thaler, 1992. OCLC 75297359
- Australien: Outback, Queensland und Norfolk Island : mit Geländewagen, Camper, Kajak, Windjammer, Fahrrad und Kamel durch den fünften Kontinent, München: Frederking & Thaler, 1993. OCLC 38359884
- Spurensuche in Namibia: auf Entdeckungsfahrt, München : National Geographic Adventure Press im Goldmann Verlag, 2003. OCLC 54512171
- Am schönsten Ende der Welt – Neuseeland Outdoor-Träume mit Fahrrad, Pferd und zu Fuß, München, Malik, 2009. OCLC 391385239